# پال گودوین
پال گودوین (زاده ۲ سپتامبر ۱۹۵۶) در واریک انگلستان، سولیست ابوا و رهبر ارکستر است.

## زندگی‌نامه
گودوین در وارویک متولد شد. او در کنار جانت کراکسون در رشته نوازندگی ابوا تحصیل کرد و پس از فارغ‌التحصیلی از دانشگاه ناتینگهام در رشته آهنگسازی، در فنون معاصر ابوا و ابوای باروک در در مدرسه موسیقی و نمایشی عمارت شهرداری لندن تخصص کسب کرد. وی تحصیلات خود را در وین نزد جرج شافلین ادامه داد.
گودوین به عنوان یکی از متخصصان برجسته ابوا در جهان شناخته می‌شد و ابوایست اصلی ارکستر سبک باروک لندن و ارکستر نوازندگان کلاسیک لندن بود. وی رکوردهای انفرادی و کنسرتویی زیادی را به ثبت رسانده‌است.

## افتخارات
پال گودوین در سال ۲۰۰۷ جایزه بهترین اجرا کننده از آثار فردریک هندل را از شهر هاله-آلمان دریافت کرد.